# Арменци в Истанбул
| Година                  | Общо              | Арменци          | %          |
| ----------------------- | ----------------- | ---------------- | ---------- |
| 1478                    | 100 000 – 120 000 | 5000 – 6000      | ~5%        |
| 1844                    | 891 000           | 160 000– 222 000 | 18 – 25%   |
| 80-те години на XIX век |                   | 250 000          |            |
| 1885                    | 873 565           | 156 861          | 18%        |
| 1913                    | 1 125 000         | 163 670          | 15%        |
| 2011                    | 13 483 052        | 50 000 – 70 000  | 0,4 – 0,5% |
| 2021                    | 15 840 900        | 50 000 – 70 000  | 0,3 – 0,4% |

Арменците в Истанбул (на арменски: Հայերը Ստամբուլում; на турски: İstanbul Ermenileri) са най-многочислената общност арменци в Турция. Техният брой се оценява между 50, 60 или 70 хил. души, като представляват най-голямото християнско и немюсюлманско малцинство в Истанбул, както и в Турция. Освен тях в Истанбул има и между 10 и 30 хил. души, нелегални имигранти от Армения. Арменците са били сред най-многочислените етнически малцинства в Истанбул през годините. Те наричат града Болис (Պոլիս), което произлиза от окончанието на историческото име на град Константинопол.

## История
Има сведения, че арменците населяват Константинопол още през IV век. През 572 г. е създадена арменска енория. Във Византия е имало много византийски императори от арменски произход.
Според пътешественика Симеон Полски в началото на XVII век в Константинопол е имало пет арменски църкви. Към този момент освен монаси в града има 4 – 5 вардапата, 3 епископи и над 100 свещеници. Симеон Полски посочва броя на местните арменски домакинства едва на около 80, докато анадолските арменски домакинства, които са се укрили в Константинопол, Галата и Юскюдар след бунтовете в Джелали, на над 40 хиляди души.
Арменската общност е съставена от три религиозни деноминации: католическа, протестантска и апостолическа. Богатата, базирана в Константинопол класа Амира, социален елит, сред чиито членове са били дузианците (директори на императорския монетен двор), баляните (главни императорски архитекти) и дадианците (началник на барутните фабрики и управител на промишлени фабрики).
Арменският геноцид в Османската империя по време на Първата световна война започва с депортирането на 250 видни арменци от Константинопол.

## Институции
Към 2025 г. арменската общност в Истанбул има 20 училища (включително арменската гимназия „Гетронаган“), 17 културни и социални организации, три вестника („Агос“, „Джаманак“ и „Нор Мармара“), два спортни клуба („Шишлиспор“ и „Таксимспор“) и две здравни заведения, както и множество религиозни фондации, създадени в подкрепа на тези дейности.